# Amel Baraket
Amel Baraket (en arabe : آمال بركات), née le 19 novembre 1970, est une athlète algérienne.

## Biographie
Amel Baraket est médaillée de bronze du 100 mètres haies aux Jeux panarabes de 1992 à Lattaquié. Aux championnats d'Afrique d'athlétisme 2000 à Alger, elle fait partie du relais 4 x 400 mètres algérien remportant la médaille de bronze.
Elle est également championne d'Algérie du 400 mètres en 1999 et du 400 mètres haies en 1991, 1992, 1993, 1994 et 1995.

## Palmarès
| Date | Compétition            | Lieu      | Résultat | Épreuve     | Performance   |
| ---- | ---------------------- | --------- | -------- | ----------- | ------------- |
| 1992 | Jeux panarabes         | Lattaquié | 3e       | 100 m haies | 15 s 87       |
| 2000 | Championnats d'Afrique | Alger     | 3e       | 4 x 400 m   | 3 min 51 s 01 |